# بيتر فالوب كوكسيس
بيتر فالوب كوكسيس (بالمجرية: Kocsis Fülöp)‏ هو كاهن كاثوليكي مجري، ولد في 13 يناير 1963 في سيجد في المجر.